# Charles Krause
Charles Krause (n. secolul al XIX-lea – d. secolul al XX-lea) a fost un gimnast artistic ce a reprezentat Statele Unite ale Americii, medaliat olimpic. A participat la o ediție a Jocurilor Olimpice (1904) în care a câștigat o medalie de argint.

## Participări
Lista de mai jos prezintă principalele competiții la care a participat Charles Krause de-a lungul carierei.
- gymnastics at the 1904 Summer Olympics – men's rope climbing[*][1]